# Women + Country
Women + Country — второй студийный альбом американского автора-исполнителя Джейкоба Дилана, изданный в 2010 году.

## Об альбоме
Women + Country был спродюсирован обладателем премий «Оскар», «Грэмми» и «Золотой глобус» Ти-Боун Барнеттом, с которым Дилан уже работал во время записи альбома группы The Wallflowers. Women + Country был выпущен 6 апреля 2010 года лейблом Columbia Records. Альбом получил в целом благоприятные отзывы, на сайте Metacritic он имеет 72 % положительных оценок. В чарте Top Rock Albums журнала Billboard запись достигла 2 места. Women + Country был поддержан рядом концертов Дилана и специально созданной группы Three Legs.

## Список композиций
Слова и музыка всех песен — Джейкоба Дилана.
| №   | Название                           | Длительность |
| --- | ---------------------------------- | ------------ |
| 1.  | «Nothing But the Whole Wide World» | 3:48         |
| 2.  | «Down On Our Own Shield»           | 3:40         |
| 3.  | «Lend A Hand»                      | 3:48         |
| 4.  | «We Don’t Live Here Anymore»       | 4:23         |
| 5.  | «Everybody’s Hurting»              | 3:40         |
| 6.  | «Yonder Come the Blues»            | 4:01         |
| 7.  | «Holy Rollers for Love»            | 3:55         |
| 8.  | «Truth for a Truth»                | 3:35         |
| 9.  | «They’ve Trapped Us Boys»          | 4:01         |
| 10. | «Smile When You Call Me That»      | 3:59         |
| 11. | «Standing Eight Count»             | 3:56         |